# ボビー・コンヴェイ
ロバート・フランシス・コンヴェイ（Robert Francis Convey, 1983年5月27日 - ）は、アメリカ合衆国ペンシルバニア州フィラデルフィア出身の元サッカー選手。ポジションはミッドフィルダー。

## 経歴
10代の頃から大きな注目を受け、16歳でプロ契約を交わしたアメリカ代表プレーヤー。
2004-05シーズンに、イングランドに渡ると、DFとして経験を積んでいる。レディングでは2006-07シーズンまで、レギュラーとして活躍していたが、現在は出場機会が減少している。

## 所属クラブ
- D.C.ユナイテッド 2000-2004
- レディングFC 2004-2008
- サンノゼ・アースクエイクス 2009-2011
- スポルティング・カンザスシティ 2012-2013
- トロントFC 2013
- ニューヨーク・レッドブルズ 2014

## 代表歴

### 出場大会
- アメリカ代表
  - 2006 FIFAワールドカップ

### 試合数
- 国際Aマッチ 46試合 1得点（2000年-2008年）[1]

| アメリカ代表 | 国際Aマッチ | 国際Aマッチ |
| 年           | 出場        | 得点        |
| ------------ | ----------- | ----------- |
| 2000         | 1           | 0           |
| 2001         | 1           | 0           |
| 2002         | 1           | 0           |
| 2003         | 15          | 1           |
| 2004         | 9           | 0           |
| 2005         | 7           | 0           |
| 2006         | 8           | 0           |
| 2007         | 3           | 0           |
| 2008         | 1           | 0           |
| 通算         | 46          | 1           |